# Alfarería en la provincia de Cuenca

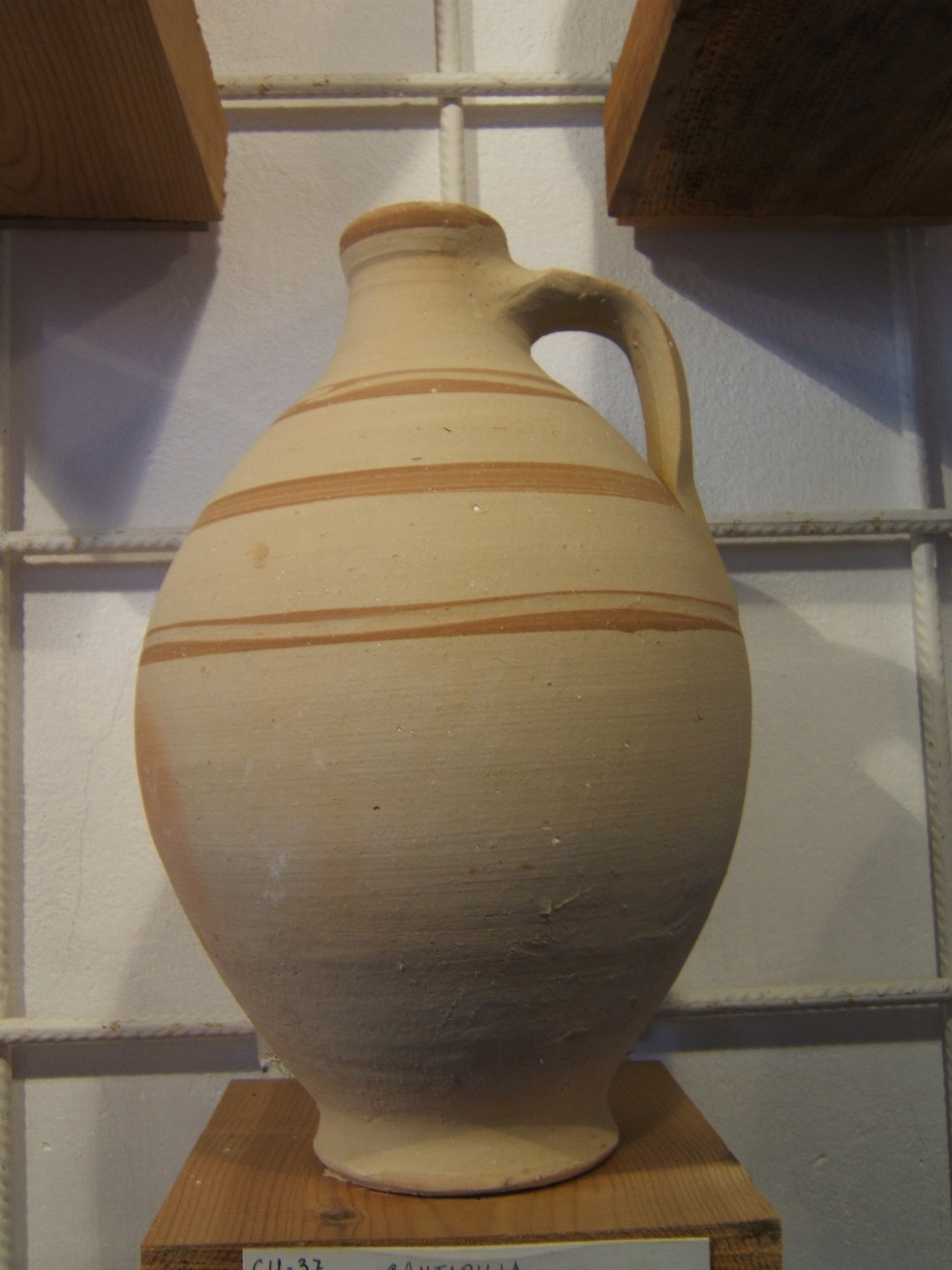
Cántaro de Priego, con su tradicional decoración diametral. Pieza obra de Julián Parra, alfarero del siglo XX, expuesta en el Museo de Cerámica Nacional (Chinchilla de Montearagón), en Albacete.

La alfarería en la provincia de Cuenca (España), con un precedente que el tesoro arqueológico sitúa en diversas etapas de la antigüedad, y en especial en la cerámica ibérica, desarrolló desde el siglo XIII una industria artesanal de tipo familiar de carácter utilitario y funcional, sencilla factura y tecnologías muy primitivas. Industria que ya en el siglo XVIII quedó registrada en el Catastro de Ensenada (1752) y en las Memorias políticas y económicas de Eugenio Larruga (1792); mención que más tarde censarían Sebastián Miñano en el Diccionario geográfico-estadístico de España y Portugal (1826 y 1829) y Pascual Madoz en el Diccionario geográfico-estadístico-histórico (1846-1850).

## Centros alfareros
Los tres focos alfareros de reconocida personalidad y amplia producción se encuentran en Mota del Cuervo, Priego y Cuenca capital.

### Cuenca (barrio de san Antón)

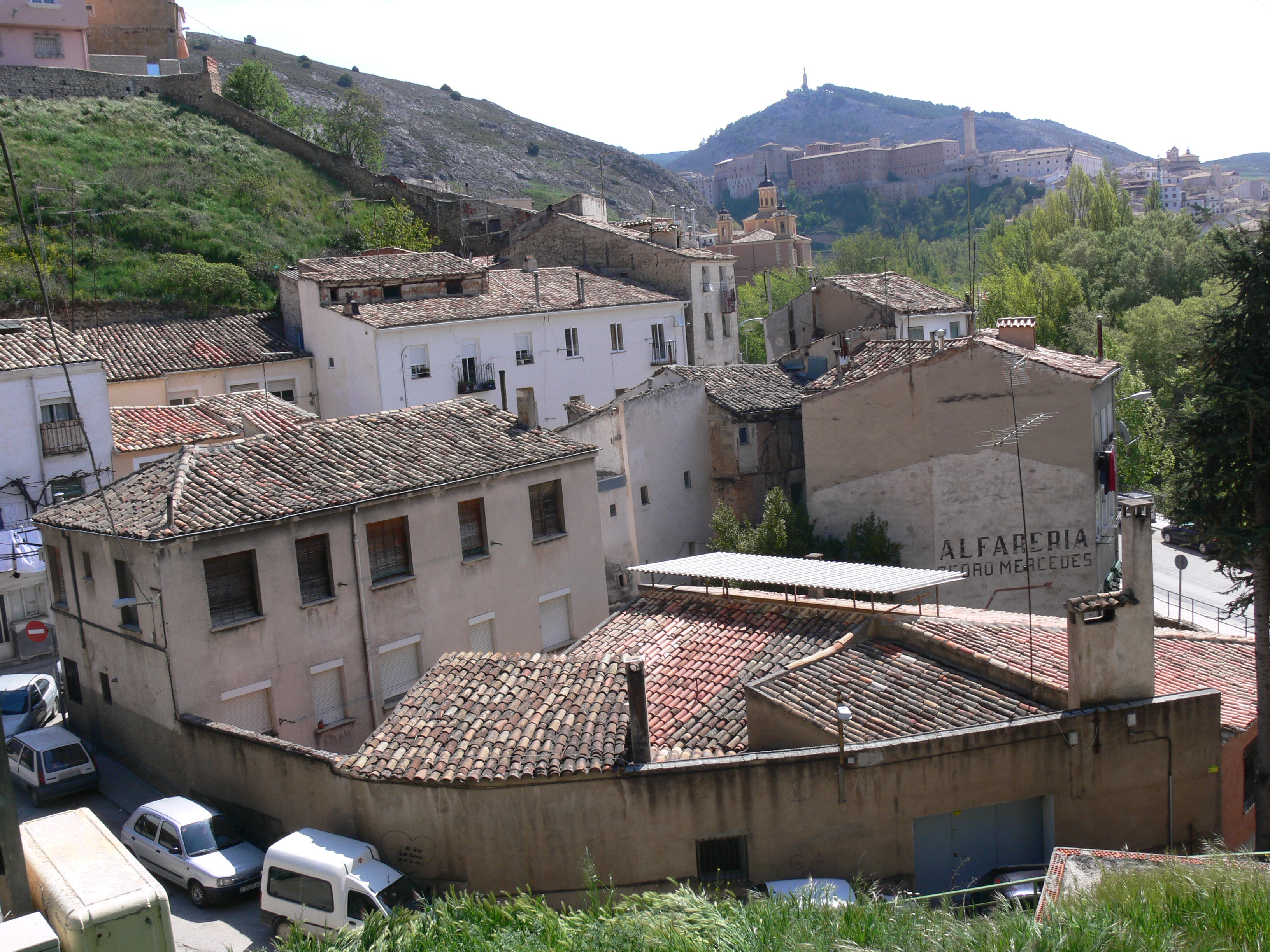
Vista del alfar de Pedro Mercedes en el casco del barrio de San Antón de Cuenca.

Ya en el siglo XVIII quedó registrada en el Catastro de Ensenada (1752) la actividad de siete alfares en la ciudad, todos ellos pertenecientes a convertos de monjas que las arrendaban a artesanos del barro inquilinos del alfar. Pero aun con anterioridad se ha documentado arqueológicamente la existencia de un alfar en la parte más alta de la ciudad, según figura en la memoria del arqueólogo Manuel Osuna y de sus excavaciones en el castillo de Cuenca y en los terrenos ocupados después por el Parador. El alfar queda datado en el primer cuarto del siglo xvii, y posiblemente perteneciente al Tribunal del Santo Oficio, en ese periodo instalado en dicho castillo. Entre el abundante material hallado, se estudiaron unas trescientas piezas con traza de vidriado plumbífero y vidriado estannífero blanco decorado en verde y en azul, indistintamente.
Desde la segunda mitad del siglo xx, la producción y la innovación han sido en cierto modo acaparadas por la figura del ceramista Pedro Mercedes, alfarero desde su infancia, y su hijo Tomás. En cuanto al producto alfarero conquense más popular, viene siendo desde hace un siglo el torico, un modelo de botijo ornamental eleborado por la unión de 16 partes, de las que solo cuatro se han hecho en el torno: el cuerpo, la cabeza, el asa y la boca con pitorro; el resto, cuernos, orejas, morro, ojos, papada y patas, se hacen a mano. Los modelos antiguos, más parecidos a los verracos ibéricos, se han transformado con el tiempo en figuras más esbeltas y estilizadas.

### Mota del Cuervo
Una de las señas de identidad de la cerámica popular de Mota del Cuervo es la de haber sido tradicionalmente hecha por mujeres, fabricando sin cambios durante siglos piezas esenciales de la alfarería de agua. Instaladas en el barrio del Arrabal, las popularmente conocidas como cantareras, montaban el alfar en la propia vivienda, trabajando las piezas en la rueda de cruces, uno de los más primitivos tipos de torno alfarero, y elaborándolas inicialmente con la técnica del urdido.
La historiadora y etnógrafa Natacha Seseña, en sus monografías y estudios dedicados a la alfarería local, explica que, todavía en el siglo XX, la arcilla procedía de yacimientos en el propio término municipal y se trasportaba en caballerías a la casa-alfar de cada cantarera. En 1967, una carga de treinta espuertas costaba ciento cincuenta pesetas. La arcilla se machacaba en la calle, ante la casa, o en los patios, y se dejaba reposar doce horas, disuelta en pequeños pilones de agua. No era necesario batir ni colar la pasta resultante; bastaba con amasarla y pisarla, y retirar manualmente sus impurezas (pidrecitas o restos vegetales).

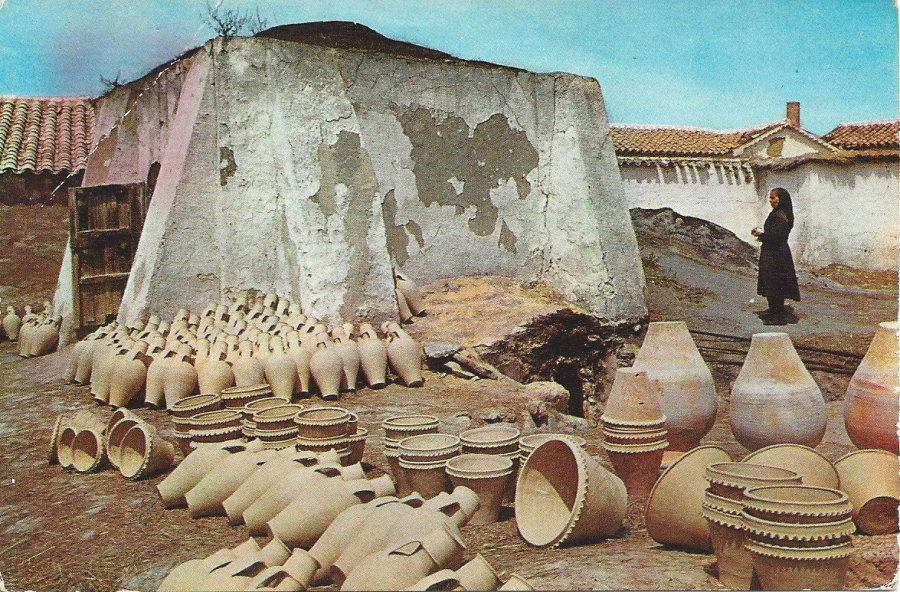
Imagen histórica de un horno alfarero de Mota del Cuervo.

Especialmente valioso, en el aspecto etnográfico y comparativo con otros focos de alfarería hecha por mujeres, era el trabajo en los pequeños tornos, cuya altura de 40 cm. obligaba a la alfarera "a trabajar inclinada, pero no de rodillas como ocurre en Pereruela y Moveros", conocidos enclaves zamoranos. Seseña describe estos tornos con "dos aspas o cruces paralelas sujetas entre sí por cuatro vástagos que encajan en el eje o husillo". Tras el delicado y habilidoso urdido inicial, llegado el momento de hacer la boca de cátaros y tinajas, el rodillo se comportaba como un verdadero torno. El acabado del "casco" de la pieza (casi siempre cántaros de diverso tamaño) se hacía en dos fases, con un breve periodo de secado entre ambas, dedicando la segunda al raído o pulido de la pieza y al lustre final con trapos de tela mojada.
Como en muchos otros focos de alfarería hecha por mujeres, el transporte de la arcilla, la cochura de las piezas en los hornos y la venta, eran capítulos reservados a los hombres, que de esta forma acaparaban cierto estatus de poder y economía. Un dato concreto sobre este ejemplo de explotación era el llamado cobro de la poya (sic), "es decir, que de los doscientos cincuenta cántaros de la hornada, el hornero se queda con nueve, además de las cinco pesetas por enhornar y otras diez por desenhornar".
La calidad y resistencia de la producción alfarera moteña, y en especial sus cántaros, tinajas y colaores, difundieron su uso por toda La Mancha, con puntos de venta tradicionales en Campo de Criptana, Cuenca capital, e incluso algunas localidades de la provincia de Jaén.
En pleno centro del «Barrio de las Cantarerías», arrabal de origen mudéjar, se encuentra el Museo de Alfarería inaugurado en agosto de 2009. Junto a él puede visitarse el horno alfarero de “la Conce”, el único conservado en Mota del Cuervo.

### Priego
Fácilmente reconocible por la decoración con óxido de hierro de singulares motivos, casi siempre sin vidriar, la alfarería de Priego, localidad situada al norte de la provincia, quedó registrada por Larruga, que menciona la existencia de una fábrica de loza ordinaria, y por Miñano que anota varias fábricas de vidriado. Esa singularidad decorativa mencionada destaca por su similitud con la cerámica ibérica y las piezas conservadas en el M.A.N., en Madrid, tanto por el empleo de almagre como por el parecido de los motivos dibujados.
Son características de la fabricación, el machadado y triturado de las arcillas con un rodillo de piedra arrastrado por una caballería, como en las eras; y en lo decorativo, la ayuda de un cucurucho de papel -como en pastelería-, tarea delicada realizada por las mujeres. Entre las piezas más características están los cántaros ovoides con decoración circular concéntrica y factura de basto, y los botijos 'de invierno' totalmente vidriados, bien bordaos como los de Cuenca capital, o los más típicos, llamados de gajos. También hay producción de botijería blanca sin vidriar (o de verano), además de otras piezas singulares como los caloríferos  (similares a los toneles ibéricos), y alfarería tradicional de búcaros, bebederos, pucheros, orzas, botijos de siega y de aguardiente, progresivamente sustituida por piezas decorativas.

### Otros alfares documentados
Puede completase el mapa de los alfares conquenses con la mención de alfares ya extinguidos en Moya, Campillo de Altobuey o Barchín del Hoyo,
Asimismo, en la lista de alfareros y ceramistas activos en el primer cuarto del siglo XXI, pueden anotarse los nombres de Adrián Navarro y Rubén, Luis del Castillo, Fernando Alcalde, Tomás Bustamante “Bux”, Antonio Hernansanz, o Fernando Moya. entre otros.